# Khalil Velasquez
Khalil Velasquez (13 agosto 1985) è un calciatore beliziano, difensore del Belmopan Bandits e della Nazionale beliziana.

## Carriera

### Nazionale
Debutta in Nazionale il 15 novembre 2011, in Saint Vincent e Grenadine-Belize (0-2). Viene convocato per la CONCACAF Gold Cup 2013.

## Statistiche

### Cronologia presenze e reti in Nazionale
| Cronologia completa delle presenze e delle reti in nazionale ― Belize | Cronologia completa delle presenze e delle reti in nazionale ― Belize | Cronologia completa delle presenze e delle reti in nazionale ― Belize | Cronologia completa delle presenze e delle reti in nazionale ― Belize | Cronologia completa delle presenze e delle reti in nazionale ― Belize | Cronologia completa delle presenze e delle reti in nazionale ― Belize | Cronologia completa delle presenze e delle reti in nazionale ― Belize | Cronologia completa delle presenze e delle reti in nazionale ― Belize |
| Data                                                                  | Città                                                                 | In casa                                                               | Risultato                                                             | Ospiti                                                                | Competizione                                                          | Reti                                                                  | Note                                                                  |
| --------------------------------------------------------------------- | --------------------------------------------------------------------- | --------------------------------------------------------------------- | --------------------------------------------------------------------- | --------------------------------------------------------------------- | --------------------------------------------------------------------- | --------------------------------------------------------------------- | --------------------------------------------------------------------- |
| 15-11-2011                                                            | Kingstown                                                             | Saint Vincent e Grenadine                                             | 0 – 2                                                                 | Belize                                                                | Qual. Mondiali 2014                                                   | -                                                                     | 90’                                                                   |
| 16-7-2013                                                             | East Hartford                                                         | Cuba                                                                  | 4 – 0                                                                 | Belize                                                                | Gold Cup 2013                                                         | -                                                                     |                                                                       |
| 29-3-2015                                                             | George Town\|George Town (Isole Cayman)\|George Town                  | Isole Cayman                                                          | 1 – 1                                                                 | Belize                                                                | Qual. Mondiali 2018                                                   | -                                                                     | 92’                                                                   |
| 11-6-2015                                                             | Santo Domingo                                                         | Rep. Dominicana                                                       | 1 – 2                                                                 | Belize                                                                | Qual. Mondiali 2018                                                   | -                                                                     | 93’                                                                   |
| 14-6-2015                                                             | Belmopan                                                              | Belize                                                                | 3 – 0                                                                 | Rep. Dominicana                                                       | Qual. Mondiali 2018                                                   | -                                                                     | 62’                                                                   |
| 4-9-2015                                                              | Toronto                                                               | Canada                                                                | 3 – 0                                                                 | Belize                                                                | Qual. Mondiali 2018                                                   | -                                                                     | 66’                                                                   |
| 2-11-2016                                                             | San Pedro Sula                                                        | Honduras                                                              | 5 – 0                                                                 | Belize                                                                | Amichevole                                                            | -                                                                     |                                                                       |
| Totale                                                                |                                                                       | Presenze                                                              | 7                                                                     |                                                                       | Reti                                                                  | 0                                                                     |                                                                       |